# Terval
Terval es una comuna nueva francesa situada en el departamento de Vandea, de la región de Países del Loira.

## Historia
Fue creada el 1 de enero de 2023, en aplicación de una resolución del prefecto de Vandea de 16 de diciembre de 2022 con la unión de las comunas de Breuil-Barret, La Chapelle-aux-Lys y La Tardière, pasando a estar el ayuntamiento en la antigua comuna de La Tardière.

## Demografía
Según los datos aportados en la resolución del prefecto de Vandea, la comuna se crea con 2222 habitantes.

## Composición
| Comuna delegada     | Código INSEE | Población (2020) | Superficie (km²) | Densidad (hab./km²) |
| ------------------- | ------------ | ---------------- | ---------------- | ------------------- |
| Breuil-Barret       | 85037        | 579              | 14.74            | 9999                |
| La Chapelle-aux-Lys | 85053        | 579              | 10.56            | 25                  |
| La Tardière         | 85289        | 1332             | 20.48            | 65                  |